# Пуцьк
Пуцьк (пол. Puck, каш. Pùck, нім. Putzig) — місто в північній Польщі, над Пуцькою затокою.
Адміністративний центр Пуцького повіту Поморського воєводства.

## Демографія
Демографічна структура станом на 31 березня 2011 року:
|          | Загалом | Допрацездатний вік | Працездатний вік | Постпрацездатний вік |
| -------- | ------- | ------------------ | ---------------- | -------------------- |
| Чоловіки | 5594    | 1147               | 3797             | 650                  |
| Жінки    | 5955    | 1069               | 3460             | 1426                 |
| Разом    | 11549   | 2216               | 7257             | 2076                 |

## Історія
Початки поселення сягають III i IV ст. н.e., коли над берегом Балтики існувало поселення. Припускають, що Пуцьк є найдавнішим портом на Гданській затоці. Він функціонував у VIII ст. Територія цього порту розташована біля гирла р. Плутниці наразі затоплена. Підводними археологами вивчаються конструкції давнього порту. Наразі матеріали досліджень зберігаються в Морському музеї в Гданську та у регіональному музеї в Пуцьку. Тут знайдено залишки портових укріплень та слов'янські човни V-XVIII ст.
Історик Б. Слівінський спробував в складних умовах браку інформації створити комплексну гіпотезу першого Гданська Х ст., пов’язавши його з групою поморян, що заселяли зручну для життя над морем Оксивську плато (Kępa Oksywska). Їх активність він пов’язує з функціонуванням порту знайденого на дні Пуцької затоки в межах сучасного міста Пуцька. Саме цей порт в кінці Х ст. начебто замінює факторію вікінгів Трусо і стає головним осередком торгівлі в районі гирла Вісли. Б. Слівінський припустив, що перший Гданськ був одним з племінних городищ, що охороняли Оксивське плато та Пуцьк від зовнішніх атак. Він об’єднав у таку оборонну лінію низку городищ, що простягалися лінією на захід від Гданської затоки від Жарновецького озера до Отоміна, де закінчувалася племінна територія, і далі поверталася на схід до затоки. Польским археологом С. Вадилом концепція Слівінського була піддана критиці. Згідно наведеним їм аргументам немає підстав для виокремлення оксивської племінної території поморян та асоціації її з Пуцьком. Пуцький порт є мало дсоліджений, проте немає доказів, що Пуцьк функціонував як торгівельна факторія-емпоріум. Трусо за останніми даними остаточно занепадає лише на початку ХІ ст., тож Пуцьк не міг зайняти його місце і був скоріше регіональним центром. Роль вікінгів в виникненні цього порту не обговорюється. Порт в Пуцьку перестав функціонувати за різними припущеннями, або через виникнення впоперек Гданської затоки т.з. Мартинячої мілини, або через військову експансію держави полян.